# Ich bin ein Berliner

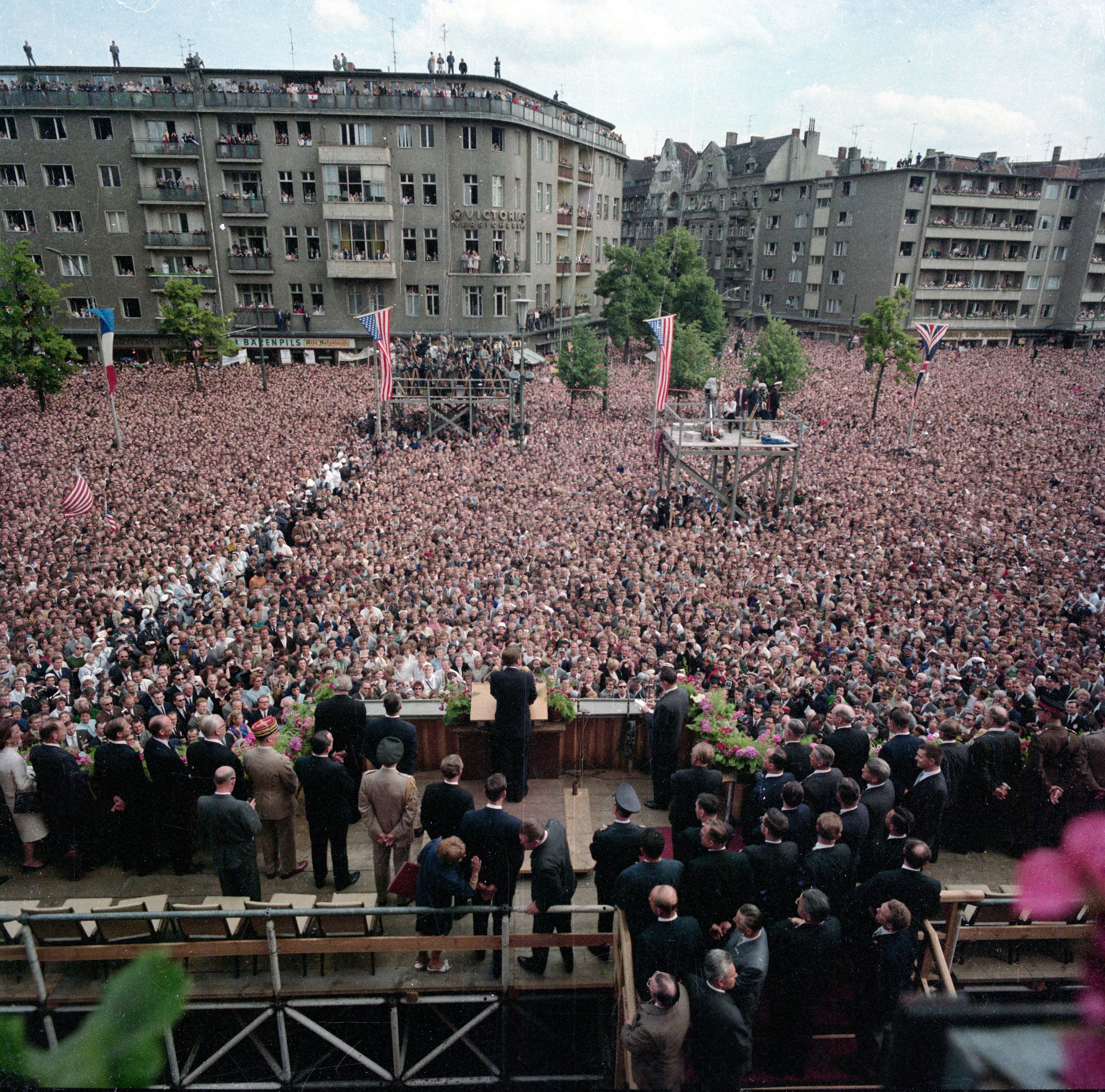
Kennedy diễn thuyết tại Tây Berlin, khi nói câu này

"Ich bin ein Berliner" (phát âm tiếng Đức: [ˈʔɪç ˈbɪn ʔaɪn bɛɐˈliːnɐ], có nghĩa "Tôi là một người Berlin") là một phần của một bài diễn văn của Tổng thống Hoa Kỳ John F. Kennedy tại Tây Berlin, trước Tòa thị sảnh Schöneberg, ngày 26 tháng 6 năm 1963. Trong đó, ông nhấn mạnh rằng Hoa Kỳ ủng hộ cho Tây Đức 22 tháng sau khi Đông Đức do Liên Xô ủng hộ xây dựng Bức tường Berlin để ngăn trở sự giao thông giữa hai bên Tây và Đông Berlin. Đây là một lời tuyên bố rõ ràng về chính sách Mỹ để cho dân Berlin vững tâm và đồng thời để phản ứng lại bức tường của Liên Xô. Bài diễn văn này cũng có một câu nói nổi tiếng khác đầy thách thức trong tiếng Đức: "Lass' sie nach Berlin kommen" ("Hãy để họ tới Berlin"); Nikita Sergeyevich Khrushchyov chê cười ý kiến này vì xung đột với ý định "cải thiện mối quan hệ với Liên Xô" do Kennedy phát biểu chỉ hai tuần trước.
Bài này được coi là một trong những bài diễn văn hữu hiệu nhất của Kennedy, một lúc nổi bật trong Chiến tranh Lạnh, và một đỉnh cao của khái niệm Biên giới mới (New Frontier). Nó củng cố tinh thần của dân Tây Berlin, họ sống mãi ở trong Đông Đức và sợ bị Đông Đức xâm chiếm. Kennedy đứng trước 450.000 người trên một bục giảng ở bậc cửa Rathaus Schöneberg và nói:
Two thousand years ago the proudest boast was civis Romanus sum. Today, in the world of freedom, the proudest boast is "Ich bin ein Berliner!"... All free men, wherever they may live, are citizens of Berlin, and, therefore, as a free man, I take pride in the words "Ich bin ein Berliner!"

Tạm dịch:
Hai ngàn năm trước đây, câu nói hãnh diện nhất là civis Romanus sum ["Tôi là một công dân La Mã"]. Ngày nay, trong thế giới tự do, câu nói hãnh diện nhất là "Ich bin ein Berliner!"... Tất cả những người tự do, dù sống tại bất cứ nơi nào, đều là công dân của Berlin, và do đó, như là một người dân tự do, tôi tự hào nói câu "Ich bin ein Berliner!"

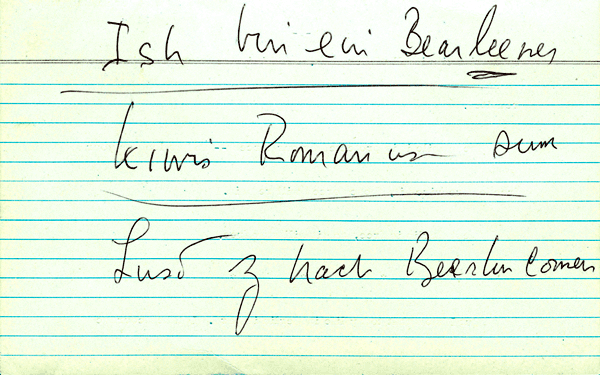
Ghi chú của Kennedy

Kennedy đọc câu nổi tiếng hai lần trong bài diễn văn theo giọng Boston. Để phát âm đúng kiểu, ông đã ghi xuống "ish bin ein Bearleener", theo cách phiên âm tiếng Anh.